# Ettore Bastianini
Ettore Bastianini (Siena, 24 settembre 1922 – Sirmione, 25 gennaio 1967) è stato un baritono italiano.

## Biografia

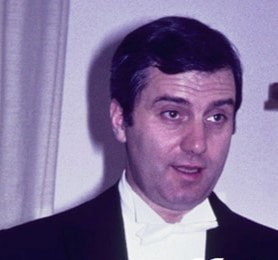
Ettore Bastianini nel 1962

### Origini e studi

Francobollo celebrativo delle Poste Italiane, promosso dall'Associazione Ettore Bastianini

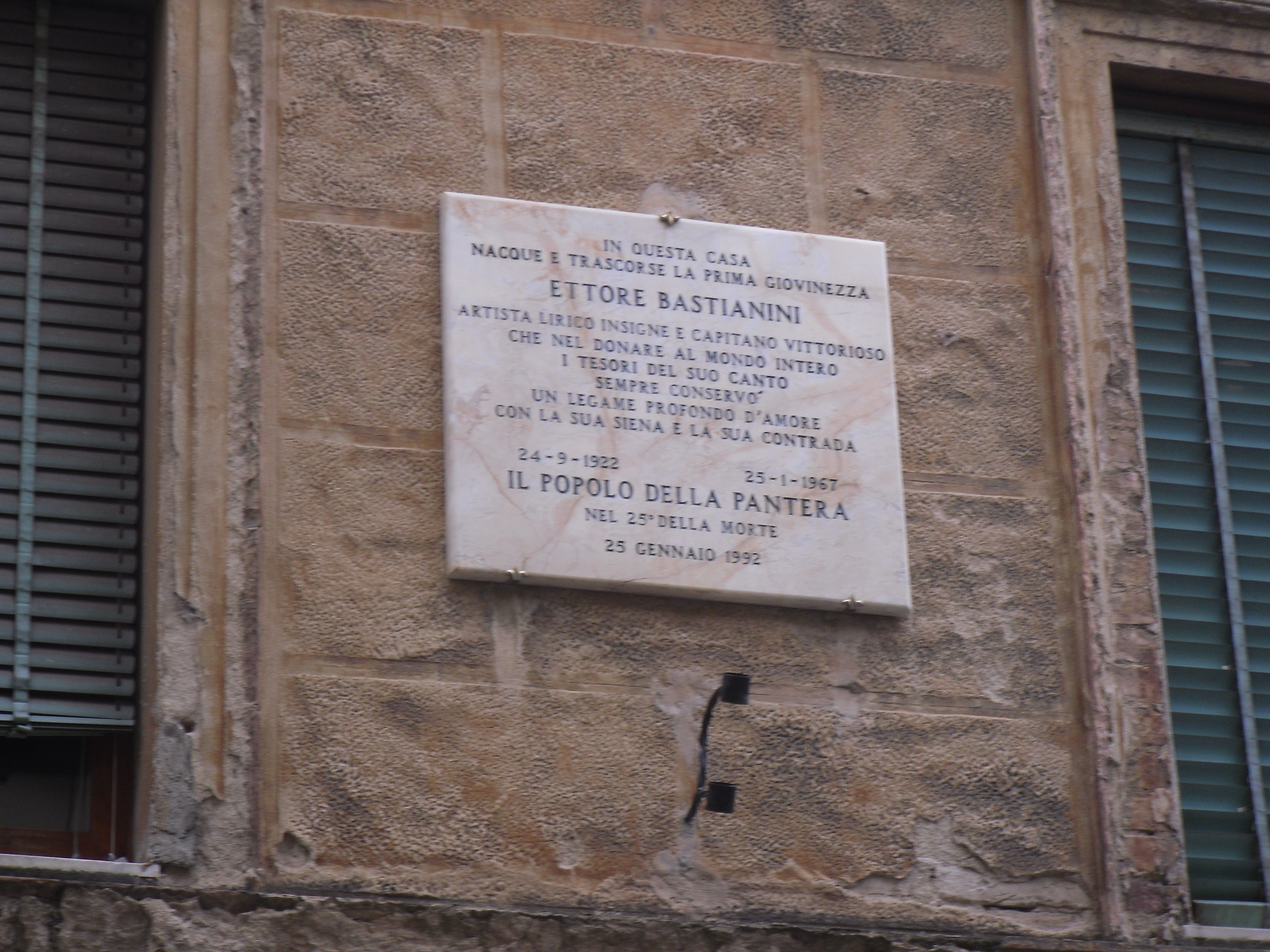
Targa apposta sulla facciata della casa natale di Ettore Bastianini, in via Paolo Mascagni, a Siena, da parte della Contrada della Pantera, nel 25º anniversario della morte.

Nato in Via Paolo Mascagni (già via di Stalloreggi di fuori), nella Contrada della Pantera, Bastianini passò l'infanzia in condizioni piuttosto umili, e non conobbe il padre. Da ragazzo, mentre lavorava come garzone presso un pasticciere melomane, ebbe la fortuna d'incappare in una famiglia di artisti, gli Ammanati, che notarono la natura generosa della sua voce, e gli offrirono, oltre ad un appoggio morale, anche le sue prime lezioni di canto. La signora Fathima Ammanati, infatti, fu la sua prima maestra, e grazie a lei, che aveva ravvisato in Bastianini la corda del basso, debuttò nel 1940 in una serie di concerti a Siena e dintorni.

### La carriera da basso 1940-1951
Già nel 1941 Bastianini veniva accolto presso il Centro di Avviamento al Teatro Lirico del Comunale di Firenze, allora diretto da Mario Labroca. Il debutto in palcoscenico avvenne a 23 anni nella parte di Colline ne La bohème a Ravenna. Seguono Basilio, ne Il barbiere di Siviglia, a Pisa nel novembre del 1946, e a Il Cairo, nello stesso inverno, cui si aggiunge, sempre in suolo egizio, Raimondo nella Lucia di Lammermoor. Il debutto ai Giardini Boboli di Firenze avviene il 5 giugno 1947, come Colline con Rolando Panerai, cantato poi anche al Teatro Metastasio di Prato, cui seguono due debutti quale Ferrando ne Il trovatore e Ramfis nell'Aida, rispettivamente a Cesena e a Palermo.
Nel 1948 canta per la prima volta al Teatro Regio di Parma, come Alvise in La Gioconda accanto all'allora celebre Maria Pedrini, Arrigo Pola e Mario Pierotti diretto da Oliviero De Fabritiis.
La carriera di Bastianini basso, seppur non eclatante, pare ben avviata dal principio, specialmente nell'ambito dell'opera contemporanea: il 24 aprile 1948, infatti, debutta alla Scala come Tiresia nell'Oedipus Rex di Stravinskij, accanto a Suzanne Danco e Mario Petri diretto da Nino Sanzogno. Sempre nello stesso anno è Colline ne La bohème diretto da Francesco Molinari Pradelli con Renata Tebaldi, Mario Filippeschi e Piero Guelfi al Teatro Lirico di Torino.
Il 1949 lo vede impegnato in una tournée egiziana, con Aida, Barbiere e Trovatore, e a Caracas (debutto sudamericano) con Aida, Bohème e Lucia. A dicembre un debutto, al Liceu di Barcellona, quale Giorgio Walton ne I puritani ed a Parma Cirillo in Fedora con Giacinto Prandelli e lo zio Bonzo in Madama Butterfly.
Il primo trimestre del 1950 vede Bastianini molto impegnato al Cairo e ad Alessandria, in parti già rodate, cui si aggiungono Lothario nella Mignon e Abimelech nel Samson et Dalila, accanto a Gianna Pederzini. In maggio è il conte Rodolfo ne La sonnambula con Cesare Valletti a Parma. A ottobre, presso il Teatro Alfieri (Torino), Bastianini ricopre il ruolo di Tobia Mika nella La sposa venduta di Smetana diretto da Franco Ghione con Alvinio Misciano, e, il 29 dicembre, canta nel suo primo concerto radiofonico "Martini & Rossi".
Ritornò al Cairo nella primavera del 1951, con il notevole debutto nel Guglielmo Tell rossiniano; nella parte di Gualtiero (Bechi cantava il ruolo eponimo) ed in maggio Colline ne La bohème diretto da Gianandrea Gavazzeni con Giuseppe Campora al Teatro Alfieri di Torino.

### La carriera da baritono 1952-1965
Dopo otto anni di una carriera dignitosa che, seppure costellata da una serie di affermazioni significative, non era riuscita a dare al cantante un successo internazionale, Bastianini incontrò a Torino un maestro: Luciano Bettarini, con il quale intraprese un lungo anno di sacrificî e di studî, al fine di passare alla corda baritonale.
Nel 1952 (il 17 gennaio), con risultati alquanto modesti, il neo baritono debuttava al Teatro dei Rinnovati a Siena, nella parte di Giorgio Germont ne La traviata. Seguì Rigoletto, nella Fortezza Medicea della città toscana.Nel settembre 1952 canta nella prima assoluta di Arsa del Giglio di Giuseppe Pietri a Portoferraio.  La prima conferma di Bastianini baritono avvenne alla fine di dicembre 1952, al Teatro Comunale di Firenze, con il debutto della parte del principe Jeletzki ne La dama di picche di Čajkovskij diretta da Artur Rodziński con Sena Jurinac e la Pederzini, produzione di cui rimane la registrazione radiofonica.
All'inizio del 1953 Bastianini è impegnato, ad Amburgo, in una radiotrasmissione del Tabarro di Puccini, pubblicata in CD. Segue, a fine gennaio, il debutto, sempre a Firenze, nella parte di Enrico Ashton nella Lucia di Lammermoor, accanto a Maria Callas, Giacomo Lauri-Volpi/Giuseppe Di Stefano e Raffaele Arié seguito dal Figaro ne Il barbiere di Siviglia. Al Teatro Carlo Felice di Genova interpreta Olivier nel Capriccio di Strauss con Jolanda Gardino, e, di nuovo a Firenze, Andrea Bolkonskij in Guerra e pace di Prokof'ev con Rosanna Carteri, Fedora Barbieri, Franco Corelli, Mirto Picchi e Italo Tajo.
Seguono, ad Augusta, Amonasro nell'Aida (Amneris era Oralia Domínguez) e Don Carlo nel La forza del destino, con Leonie Rysanek. Il debutto nell'Andrea Chénier (Carlo Gérard) avviene presso l'Alfieri di Torino con Ugo Novelli, seguito dalla parte di Cristo nell'oratorio della Passione di Lorenzo Perosi, a Perugia (che fu registrato da un membro del pubblico). Ma forse l'evento più importante di questo anno 1953 fu il debutto al Metropolitan di New York, come Germont ne La traviata diretto da Fausto Cleva con Licia Albanese e Richard Tucker, Conte di Luna ne Il trovatore con Kurt Baum, Zinka Milanov e Nicola Moscona, ed Enrico in Lucia accanto a colleghi illustri quali Lily Pons, Jan Peerce e James McCracken nel 1954.
Al Teatro La Fenice di Venezia debutta nel 1954 come Enrico Ashton in Lucia di Lammermoor con la Callas e Giorgio Tozzi. Nel 1954 le nuove parti sono Atanaele nella Thaïs di Massenet a Trieste (registrata e pubblicata), Melchiorre nell'Amahl di Menotti a Genova, l'Eugenio Onieghin di Čajkovskij alla Scala con Renata Tebaldi, Giuseppe Di Stefano, Cloe Elmo, Antonio Zerbini, Enrico Campi e Mario Carlin, Mazeppa dello stesso compositore, insieme con Magda Olivero e Boris Christoff a Firenze, il Rigoletto di Verdi alle Terme di Caracalla e ad Augusta e Marcello ne La bohème con Clara Petrella e Giuseppe Campora/Gianni Raimondi al Teatro Nuovo di Torino.
A novembre il ritorno al Metropolitan, con Traviata, Amonasro in Aida con Mario Del Monaco e Cesare Siepi, Carlo Gérard in Andrea Chénier con Del Monaco, Herva Nelli, Rosalind Elias, Alessio De Paolis, Frank Valentino e Salvatore Baccaloni, e nel 1955 l'assunzione di due nuovi ruoli al Met: Marcello ne La bohème con Dorothy Kirsten e, personaggio amato tra tutti, Rodrigo nel Don Carlo con Jerome Hines.
La primavera del 1955 è tutta americana, tra le tournée del Met a Filadelfia, Cleveland, Boston, Houston e Dallas, con Bohème e Traviata. Il 28 maggio, pietra miliare nella carriera del baritono senese, la prima de La traviata alla Scala, con la regia di Visconti, protagonista la Callas, diretto da Carlo Maria Giulini ed in giugno al Teatro dell'Opera di Roma con Virginia Zeani e Giacinto Prandelli diretto da Vincenzo Bellezza.
Ritorno in America ad ottobre, con il debutto all'Opera di Chicago ne I puritani (Sir Riccardo Forth) con Nicola Rossi-Lemeni, e ne Il trovatore con Jussi Björling, in entrambi i casi diretto da Nicola Rescigno accanto alla Callas. Al Met riprende Aida, protagonista la Tebaldi, e Andrea Chénier con la Milanov. In dicembre è Michele ne Il tabarro diretto da Gabriele Santini con Virgilio Carbonari a Firenze dove nel gennaio 1956 è Barnaba ne La Gioconda con Anita Cerquetti, Ebe Stignani e Gianni Poggi, in maggio Giorgio Germont ne La traviata diretto da Tullio Serafin con la Tebaldi e Nicola Filacuridi ed in giugno Rodrigo di Posa in Don Carlo diretto da Antonino Votto con Angelo Loforese e Giulio Neri.
I momenti più salienti dell'anno 1956 sono la ripresa della produzione viscontiana de La traviata, alla Scala, per ben otto rappresentazioni, il ritorno ormai fisso al Met con La Bohème, Rigoletto con Risë Stevens e Lucia, il debutto nella parte di Renato nella prima di Un ballo in maschera diretto da Gianandrea Gavazzeni con Eugenia Ratti alla Scala, quello di Figaro ne Il barbiere di Siviglia al Teatro Comunale di Bologna diretto da Oliviero De Fabritiis con Afro Poli e Paolo Montarsolo e nell'Arena di Verona con Cesare Valletti e Renato Capecchi e ne La favorita (già registrata l'anno precedente a Firenze con la Simionato) a Monterrey, che lo vede confrontarsi per la prima volta anche nella parte di Tonio nei Pagliacci, il Faust, nella parte di Valentino, a Napoli accanto Marcella Pobbe. In agosto debutta a Bilbao ne Il trovatore con Giulietta Simionato, Mario Filippeschi, Ivo Vinco ed Angelo Mercuriali ed in settembre è Rigoletto con Gianna D'Angelo, Rina Cavallari ed Agostino Ferrin.
Nel 1957 interpreta Renato in Un ballo in maschera a Firenze e canta La traviata con Alfredo Kraus e Pagliacci con Corelli a Bilbao. Nuove parti: Escamillo nella Carmen di Bizet, al Metropolitan con Risë Stevens e nell'Arena di Verona, e Re Carlo nell'Ernani diretto da Dimitri Mitropoulos con Del Monaco, a Firenze, in una produzione rimasta celebre (e pubblicata in CD), accanto a Del Monaco e Anita Cerquetti. Debuttò a Città del Messico nella Carmen e in Aida. L'anno termina con il trionfo de Un ballo in maschera scaligero, con la Callas, Di Stefano e Gavazzeni sul podio.
All'inizio del 1958 Bastianini affronta il ruolo di Michonnet nella prima di Adriana Lecouvreur di Cilea, con Franco Calabrese, la Simionato e Mercuriali alla Scala ed Escamillo in Carmen con Corelli e la Barbieri al Teatro Regio di Parma. In aprile è Belcore nella prima di L'elisir d'amore con Renata Scotto e Giuseppe Taddei alla Scala. A Napoli partecipa, quale protagonista, alla ripresa de La bohème di Leoncavallo (conservata in disco).
Debuttò nelle parti di Scarpia (Tosca) al San Carlo, e Ernesto nel celebre revival de Il pirata di Bellini avvenuto alla Scala, con Corelli, la Callas e Plinio Clabassi. Sempre al San Carlo, è sua una notevole interpretazione ne La forza del destino dello stesso anno, di cui esiste la versione in video.
In giugno, sempre a Milano, Ettore canta per la prima volta una delle sue parti migliori: il Nabucco di Verdi, nella prima accanto alla Cerquetti e Nicola Zaccaria ed il Barone Scarpia in Tosca nella trasferta scaligera all'Expo 1958 di Bruxelles con la Tebaldi e Di Stefano.
A luglio debutta al Festival di Salisburgo: primo incontro con il grande direttore Herbert von Karajan, come Rodrigo nel Don Carlo con i Wiener Philharmoniker, Eugenio Fernandi ed Anneliese Rothenberger, in cui riporta un trionfo memorabile. Ancora a Napoli è Michonnet in Adriana Lecouvreur con Mario Rossi ed a Bilbao canta Un ballo in maschera con Ferruccio Tagliavini e Pia Tassinari, Ernani diretto da Arturo Basile con Pier Miranda Ferraro e Il barbiere di Siviglia.
Dopo una lunga, fortunata tournée nelle Americhe, e il debutto al Wiener Staatsoper di Vienna (città che lo porterà in trionfo ad ogni recita), come Rigoletto diretto da Alberto Erede con Hilde Güden e Mario Petri, Rodrigo nel Don Carlo, Giorgio Germont ne La traviata e René Ankarström in Un ballo in maschera con Birgit Nilsson (ruolo che rivestirà in 23 recite viennesi fino al 1964), a dicembre Bastianini fa parte del cast della prima italiana di Eracle di Händel, in lingua italiana, nella parte di Lica originariamente affidata ad un contraltista con diretto da Lovro von Matačić con Elisabeth Schwarzkopf alla Scala dove nel 1959 è Marcello nella prima di La bohème con Giorgio Tadeo e Mariella Adani, Don Carlo nella prima di Ernani con Margherita Roberti e Piero De Palma, Michele nella prima di Il tabarro ed Il Conte di Luna nella prima di Il trovatore.
L'anno 1959 è quello dei primi successi viennesi: nella capitale austriaca Bastianini canta, nel giro di pochi mesi, ne Un ballo in maschera, Don Carlo, Tonio (Taddeo) in Pagliacci con Eberhard Waechter, il Barone Scarpia in Tosca con Erich Kunz, Rigoletto e Carmen, intervallati da rappresentazioni alla Scala (Escamillo in Carmen con Gabriella Tucci) e in altri teatri (debutto a Bilbao ne Il trovatore). A prova della resistenza fisica di Bastianini, basterebbe esaminare la settimana dal 16 al 24 giugno: il 16 e il 20 sera Ettore risulta impegnato nel Don Carlop e nel Rigoletto a Vienna, il 23 alla Scala per un terzo atto dell'Ernani, e il 24 ritorno a Vienna nei Pagliacci.
L'8 luglio è Nabucco diretto da Bruno Bartoletti con Miriam Pirazzini e Gastone Limarilli al Giardino di Boboli di Firenze, in settembre Aida a Bilbao ed il 7 ottobre Rigoletto diretto da Franco Mannino con Kraus e Vinco al Teatro Donizetti di Bergamo. A novembre, dopo una serie di Adriana Lecouvreur a Napoli, con Corelli, Simionato e Olivero (la registrazione è storica), Bastianini fa il suo come back negli Stati Uniti, a Dallas per affiancare la Callas nelle sue ultime recite di Lucia di Lammermoor, ed illustrarsi nel Barbiere. A luglio Bastianini era stato acclamato Capitano dalla sua Contrada. Il 26 dicembre è Anckarström in Un ballo in maschera con Adriana Lazzarini a Roma.
Nel 1960 è Carlo Gérard nella prima di Andrea Chénier con Del Monaco, la Tebaldi e Fiorenza Cossotto alla Scala. Il Met riapre le sue porte al trentaseienne baritono con Don Carlo ne La forza del destino diretto da Thomas Schippers con Fernando Corena, Trovatore con Bergonzi, la Stella e Giulietta Simionato, Andrea Chénier, tra il febbraio e l'aprile del 1960. Segue a Milano una ripresa de Un ballo in maschera come Renato nella prima, nell'allestimento del 1957, ma con Antonietta Stella al posto di Maria Callas.
Poi, da maggio a novembre, salvo un'interruzione per Pagliacci e Cavalleria a Verona, Bastianini è impegnato in una serie di 32 recite a Vienna, che lo vedono protagonista assoluto in opere ormai ben conosciute del suo repertorio come Amonasro in Aida diretto da André Cluytens con Christa Ludwig, Flaviano Labò e Gottlob Frick, Marcello ne La bohème con Walter Berry, Carlo Gérard in Andrea Chénier e Don Carlos de Vargas ne La forza del destino.
Vienna trova in Bastianini un nuovo idolo, e non lo tradirà mai. Il 27 novembre è trionfalmente Re Carlo in Ernani a Napoli. Il 7 dicembre 1960 nella serata di gala per l'apertura della stagione, per il ritorno della Callas alla Scala, dopo due anni di assenza, viene ripreso il Poliuto di Donizetti. Ettore vi interpreta, con grande successo personale, la parte di Severo (la registrazione è la più nota dell'opera). Il 13 dicembre è Rodrigo nella prima di Don Carlo con Boris Christoff (Filippo II) e Nicolai Ghiaurov (Grande Inquisitore).
Il 1961 non si discosta in molto dall'anno precedente, almeno nella prima parte. Ettore canta Don Carlo di Vargas nella prima di La forza del destino, Sir Riccardo Forth nella prima di I puritani con la Scotto e Lord Enrico Ashton nella prima di Lucia di Lammermoor con Joan Sutherland alla Scala, Renato in Un ballo in maschera diretto da Franco Capuana con Carlo Bergonzi a Torino, Carlo Gérard in Andrea Chénier con Angelo Nosotti a Venezia, in un'edizione radiofonica del Don Carlo, pubblicata in seguito in LP.
La nuova stagione viennese lo trova impegnato in 22 rappresentazioni, in un repertorio affine a quello degli anni passati, intervallate da Carmen a Verona e da Nabucco a Firenze (le registrazioni di queste produzioni esistono in CD). Bastianini debutta a Berlino, con Il trovatore, il 1º ottobre, accanto a Franco Corelli, Fedora Barbieri e Mirella Parutto, e passa l'intera stagione autunnale ed invernale tra la San Francisco Opera come Amonasro in Aida con Elinor Ross, Los Angeles e Dallas, con Count Anckarstroem (Renato) in Un ballo in maschera con Graziella Sciutti, Rigoletto con Mary Costa, Nabucco con Renato Cioni, Aida e Lucia (con Joan Sutherland e Plácido Domingo nella parte di Arturo). A fine anno, il 7 dicembre, nella serata di gala per l'apertura della stagione della Scala, è il nobile Rolando ne La battaglia di Legnano, a fianco di due grandi suoi amici, Franco Corelli e Antonietta Stella. La prima è stata radiotrasmessa e conservata.
A gennaio e febbraio del 1962 la Scala porta Bastianini in trionfo in 11 rappresentazioni de La favorita di Donizetti come Alfonso XI. Segue il debutto al Royal Opera House, Covent Garden di Londra, come Renato ne Un ballo in maschera con Jon Vickers, Regina Resnik ed Amy Shuard. I primi segni della malattia, che gli verrà diagnosticata alcuni mesi più tardi, cominciano ad essere percettibili e preoccupano Bastianini che, nel mese di maggio, consulta per la prima volta uno specialista a Vienna. Il pubblico della Scala non si capacita di alcune sue défaillances nel corso di un Rigoletto in aprile; viene fischiato, riportando così il primo, amaro insuccesso. Vienna, invece, non cessa di amarlo e di applaudirlo; 15 le rappresentazioni di quest'anno, in un repertorio che sembra ormai canonizzato: Aida, Carmen, Don Carlo ecc.
Grande pagina della carriera di Bastianini furono le sei rappresentazioni di Trovatore, a Salisburgo, sotto la direzione di Von Karajan: la registrazione della prima è considerata come una delle migliori dell'opera, poiché vanta, oltre alla presenza di Ettore, quella di Leontyne Price, Franco Corelli e Giulietta Simionato. Fra ottobre e novembre: ritorno a Los Angeles, San Francisco con Escamillo in Carmen con Wilma Lipp, il Conte di Luna ne Il trovatore, Marcello ne La bohème con Victoria de los Ángeles e Marilyn Horne, Tonio (Taddeo) in Pagliacci ed il Barone Scarpia in Tosca e Chicago come Rigoletto diretto da Pierre Dervaux con la D'Angelo. L'anno si conclude con la riconciliazione con Milano, in una serie di Trovatore che inizia il 7 dicembre nella serata di gala per l'apertura della stagione, di cui rimane testimonianza discografica.

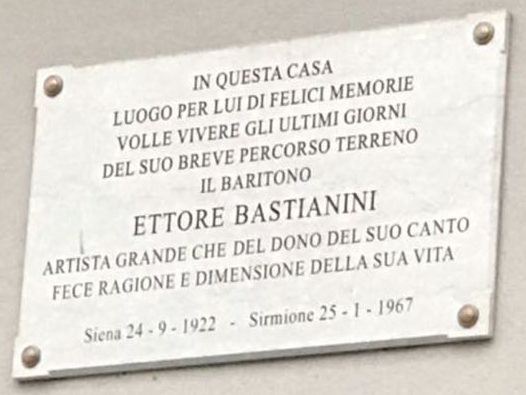
Targa apposta da Manuela Bianchi Porro sulla facciata della casa di Ettore Bastianini a Sirmione, il 14 settembre 2007. In questa casa Bastianini si spense il 25 gennaio 1967.

26 rappresentazioni suggellano nel 1963, l'amore reciproco tra Ettore Bastianini e Vienna. Proprio a Vienna, a gennaio, gli viene ufficialmente diagnosticato (il referto istologico porta la data del 17 gennaio 1963) un linfoepitelioma alla faringe che gli costerà la vita. Nonostante l'avanzare inesorabile del cancro e le dure sedute di radioterapia, che lo tengono fermo per quattro mesi, il cantante impegna tutte le sue energie nella musica. Da Salisburgo proviene una registrazione della ripresa di Trovatore, opera che caratterizza anche il suo debutto a Tokyo nel mese di ottobre, ove ottiene un immenso successo personale.
In novembre a Vienna è il Conte di Luna ne Il trovatore diretto da Karajan con Ilva Ligabue. L'anno si conclude con Rodrigo nella prima di Don Carlo alla Scala, a fianco, tra gli altri Bruno Prevedi, Martti Talvela e Leyla Gencer e nelle repliche di una giovanissima Raina Kabaivanska. Sarà questo il suo ultimo impegno scaligero. A luglio, Ettore ha l'onore, e la gioia, di portare alla vittoria la Contrada della Pantera.
Le cure, particolarmente gravose (ed inefficaci) che venivano prodigate negli anni '60 in ambito oncologico, limitano sensibilmente l'attività artistica di Bastianini, che rimane fermo (inspiegabilmente per i suoi contemporanei, ignari della malattia) per quattro mesi, da giugno a ottobre. Tranne delle recite piuttosto sfortunate di Trovatore a Prato, Ettore è principalmente impegnato a Vienna, in una serie di 19 recite. Nonostante le forze comincino a mancare, il baritono senese debutta nella parte di Mephistophélès ne La damnation de Faust di Hector Berlioz, a Napoli, il 26 dicembre.
Il 1965 sarà l'anno degli addii, consapevoli o meno: addio a Firenze come Barone Scarpia in Tosca diretto da Piero Bellugi, a Vienna, nel Don Carlo arrivando a 142 recite viennesi, al Giappone, con una serie di concerti trionfali quanto malinconici (resta la registrazione del primo, a Tokyo), a San Francisco e Los Angeles Gérard nell'Andrea Chénier con la Tebaldi e Tucker ed al Met, prima come Scarpia in Tosca ed in dicembre, proprio nella parte di Rodrigo di Posa, nel Don Carlo diretto da Thomas Schippers, con Martina Arroyo e Justino Díaz, superando le 80 recite al Met, in un amaro quanto malinconico addio alla vita. Un ultimo debutto, tuttavia: Jago, nell'Otello, in quella città del Cairo che l'aveva visto, giovane basso insoddisfatto della propria vocalità.

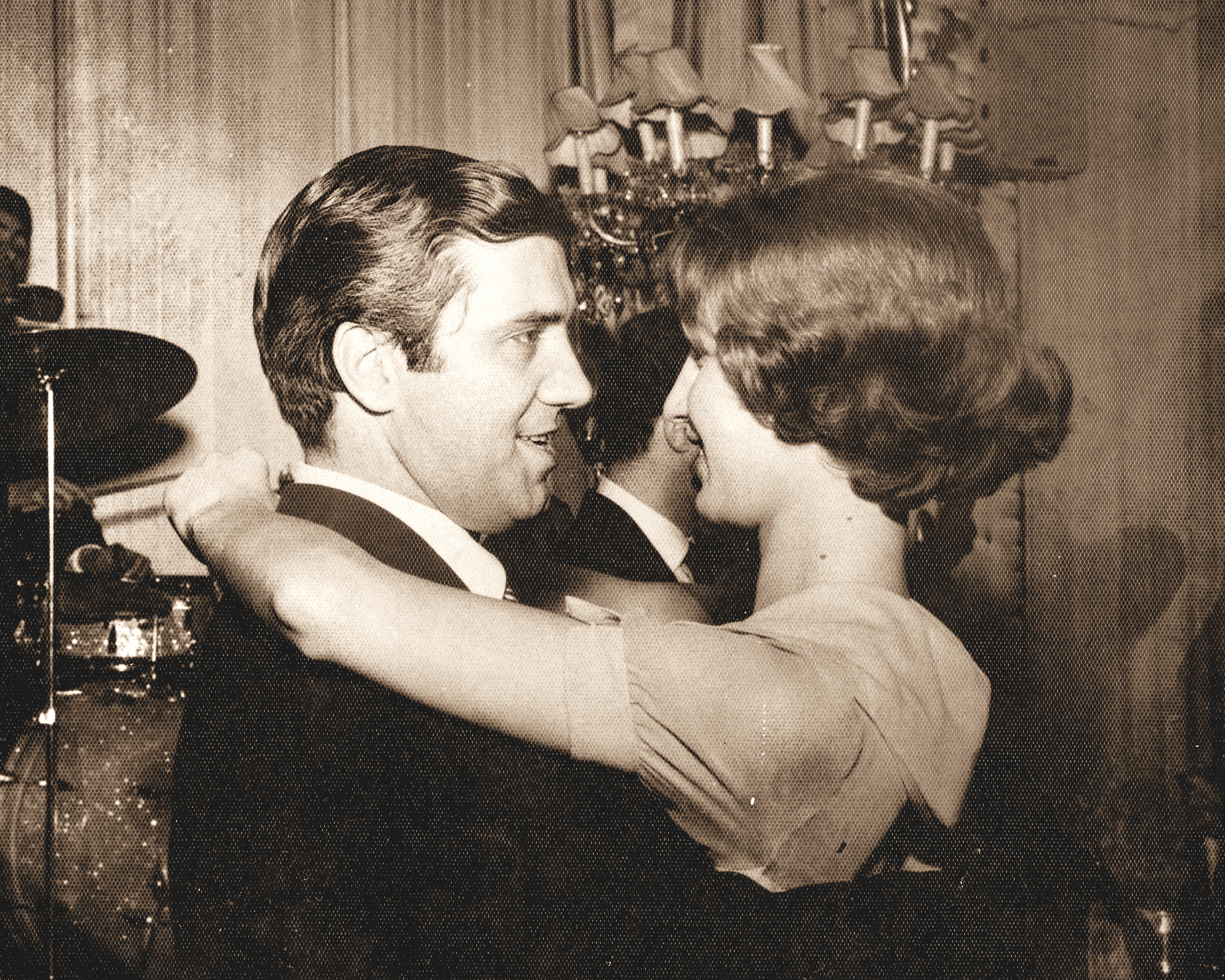
Ettore Bastianini e Manuela Bianchi Porro

L'ultimo anno di vita di Bastianini è caratterizzato da silenzio e solitudine, interrotta soltanto da qualche apparizione pubblica in Contrada (inaugurazione della Sede, in gran parte dovuta ai suoi contributi). Il baritono senese trascorre i suoi ultimi mesi parte nella sua città natale, capitano ancora in carica, parte sulle rive del Lago di Garda, a Sirmione, dove cerca conforto ad un male che ormai lo condanna. Siena rimarrà per lui la città natale, la città della vita. Infine, nel 1966, si stabilisce definitivamente a Sirmione, forse conscio della prossimità della fine: il 25 gennaio del 1967, Ettore Bastianini muore a Sirmione, a quarantaquattro anni, vicino alla giovane donna che aveva amato, che aveva lasciato, quattro anni prima, quando gli era stato diagnosticato il cancro e che gli è accanto nelle ultime ore. Siena gli riserva i funerali dei grandi e ne conserva la tomba presso il Cimitero del Laterino.
Della vita personale di Bastianini, che i colleghi definiscono unanimemente come uomo di grande riserbo e sensibilità, poco è noto: ebbe nel 1945, ancora giovanissimo, un figlio, che chiamò Jago, in onore ad un ruolo in cui avrebbe debuttato soltanto vent'anni dopo. Piccola testimonianza, questa, di un amore infinito per la musica e il teatro. La corrispondenza, oggi conservata nella Biblioteca Donizetti di Bergamo, testimonia l'unico significativo legame sentimentale con una giovanissima danzatrice della Scala, Manuela Bianchi Porro, rapporto che Bastianini interruppe dopo la diagnosi di neoplasia.  Avrebbe potuto curarsi, forse un'operazione avrebbe potuto allungargli la vita, se non salvargliela; preferì cure meno invasive che gli lasciassero ancora qualche giorno, o mese, o anno di palcoscenico e di canto. Soltanto dopo la sua morte il pubblico, fino ai suoi più stretti amici seppero del suo male: la discrezione dell'uomo aveva avuto la meglio anche su questo aspetto.

## Aspetti vocali e artistici
Dotato di una voce estesa e, in origine, piuttosto scura (da qui l'equivoco di una classificazione come basso), Bastianini poté fregiarsi, nel decennio scarso di piena salute vocale, del più autentico timbro e spessore vocale del baritono verdiano, ed è proprio nelle parti, nobili e sostenute, del compositore di Busseto che realizzò le sue interpretazioni più celebri (prima su tutti Rodrigo del Don Carlo, poi Vargas nella Forza del Destino, Germont in Traviata, il Conte nel Trovatore, Renato nel Ballo in Maschera, Rolando nella Battaglia di Legnano, Rigoletto, Nabucco ecc.). In merito alle caratteristiche salienti di Bastianini, oltre a un'analisi approfondita che può essere svolta sulla base delle opere citate in bibliografia, valga a livello di sintesi quanto riportato nel libro di Piero Mioli - Giuseppe Verdi, Le nozze di musica e dramma - Neoclassica editore, 2022: "il baritono verdiano....nasce dal basso cantante...: Ettore Bastianini , sommo baritono verdiano,  cominciò la carriera da basso e anche da baritono ardito e slanciato mantenne sempe quel timbro caldo, scuro e austero da violoncello o viola da gamba.... Uno dei pregi di Bastianini , oltre alla voce sovrana, ampia, risonante, omogenea, era la continuità melodica del canto e della sonorità, tanto che tutto in lui sembrava un glorioso cantabile legato, immacolato e nobilissimo..... Notevole attore e esattissimo dicitore".
La perfezione della tenuta dei fiati, e della plasticità conseguente del legato lo indicavano, all'epoca, anche nelle parti di baritono drammatico belcantista, specie in Donizetti: Alfonso nella Favorita, Enrico nella Lucia di Lammermoor, Severo nel Poliuto, uno dei suoi più grandi successi scaligeri. Il musicologo Rodolfo Celletti, tuttavia, ha sottolineato la mancata educazione di Bastianini al canto a mezza voce, indispensabile, secondo lui, nel repertorio primo romantico. Altri hanno risposto che nel periodo storico in cui Bastianini fece carriera non vi era ancora una coscienza filologica tale da soddisfare ai criteri evocati dal Celletti. Ad ogni modo l'abilità del canto tenuto a mezza voce è illustrata da Bastianini nel Don Carlo diretto da Von Karajan, Salisburgo 1958, con l'arioso "Carlo ch'è solo il nostro amore". La più recente analisi critica e musicale ha però contribuito a correggere (sostanzialmente invalidandole) le critiche negative che a suo tempo Bastianini ricevette, collocando la sua voce tra i grandi interpreti.
Parte del percorso artistico del baritono senese è segnata dall'approccio al Verismo: sua caratterizzazione di successo fu quella di Carlo Gérard nell'Andrea Chénier. Altro settore piuttosto influente nella sua formazione fu quello dell'opera russa: Ciaikovkij, Stravinskij e Prokofjev, seppure interpretati in italiano.

## Archivio e Associazione Ettore Bastianini

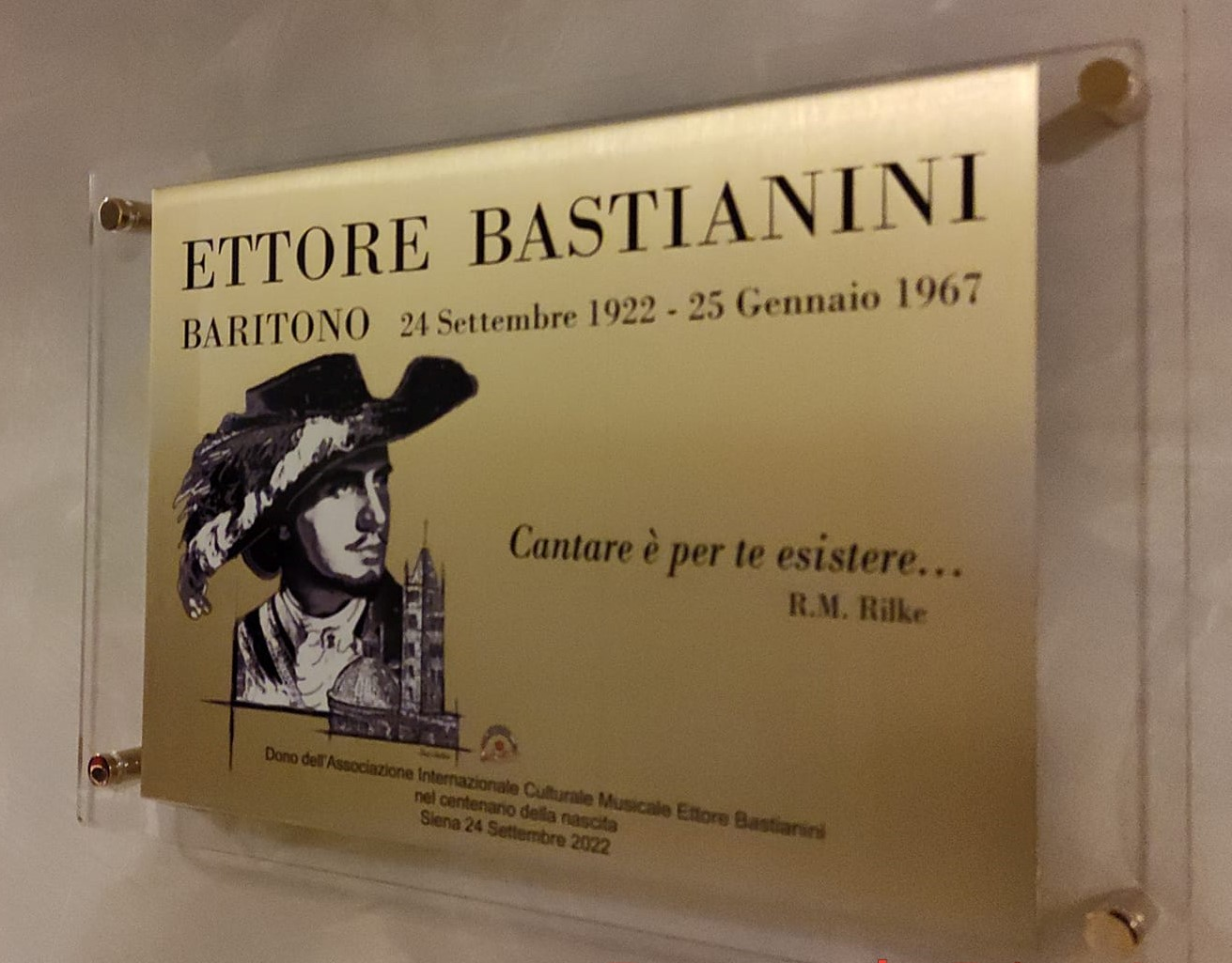
Targa apposta nel 2022 al Foyer del Teatro dei Rinnovati in Siena, opera di Alberto Zucchetta e dono dell'Associazione Ettore Bastianini

La maggior parte del fondo di Ettore Bastianini è giunto alla Contrada della Pantera per lascito testamentario alla sua morte; altra documentazione è stata donata da amici e conoscenti di Bastianini in vari momenti: in particolar modo materiale audiovisivo della collezione privata di Luigi Rapezzi e documenti conservati da Aldo Venturini, avvocato e amico di Bastianini.  La documentazione comprende: Atti e documenti;  Diari, agende e taccuini: è stato donato all'archivio della Contrada un diario di ricordi tenuto da Ettore Bastianini, che copre un arco temporale che va dal 1945 al 1964;  Fotografie;   Disegni:  Costumi e oggetti di scena:  Documenti su supporti avanzati: molto materiale audio e audiovisivo si conserva ancora negli scatoloni in cui pervenne all'ente conservatore e la Biblioteca. Nel 2018 la signora Manuela Bianchi Porro ha donato le lettere che le sono state scritte da Ettore Bastianini fra il 1958 e il 1963 alla Biblioteca Musicale Gaetano Donizetti di Bergamo. Nel 2021 queste lettere sono state raccolte e pubblicate integralmente nel libro Il mio pensiero per te.
L'Associazione Internazionale Culturale Musicale Ettore Bastianini (nata nel 2012, sito web www.associazioneettorebastianini.org) ne custodisce e tramanda con continuità la memoria artistica: in occasione del centenario della nascita, tra l'altro, ha promosso l'emissione da parte delle Poste Italiane di un francobollo commemorativo, ha sponsorizzato la pubblicazione della biografia edita nel 2022 e ha donato al Teatro dei Rinnovati di Siena la targa di intitolazione del Foyer del Teatro stesso a Ettore Bastianini;  dal 2017 assegna con cadenza biennale il Premio Bastianini a baritoni di significativa vocalità (fino al 2022 il Premio è stato conferito a Simone Piazzola, Nicola Alaimo, Luca Salsi e, alla memoria, a Dmitri Hvorostovsky; nel 2024 a Amartuvshin Enkhbat). Inoltre l'Associazione documenta sul proprio sito web le conferenze e gli incontri che annualmente organizza sugli aspetti artistici e vocali del baritono, riporta un'amplissima selezione fotografica e ha promosso nel primo quadrimestre del 2023 l'uscita di un CD di inedite interpretazioni del baritono, che si aggiunge alla già ampia discografia disponibile, e la pubblicazione integrale (postuma) del libro Le Cronologie originali di Ettore Bastianini, lavoro che non si limita solo all'elencazione dettagliata e cronologica delle rappresentazioni di Bastianini durante tutta la sua carriera ma contiene una vasta e documentata rassegna critica.

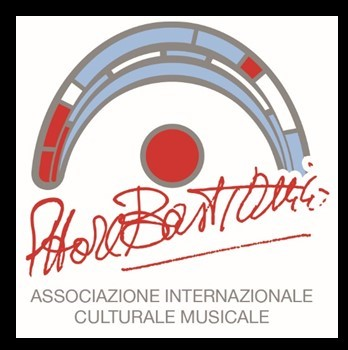
Logo dell'Associazione Internazionale Culturale Musicale Ettore Bastianini che dal 2012 custodisce la memoria artistica di Ettore Bastianini

## Repertorio in ordine cronologico e date dei debutti

### Ruoli da basso
1. Puccini, La Bohème. Colline. Ravenna 16-11-1945
2. Verdi, Rigoletto. Sparafucile. Rubiera, Estate 1946
3. Rossini, Barbiere. Basilio. Idem
4. Puccini, Madama Butterfly. Bonzo. Firenze 7-8-1946
5. Donizetti, Lucia di Lammermoor. Raimondo. Il Cairo 1-2-1947
6. Verdi, Aida. Ramfis. Palermo 24-7-1947
7. Verdi, Il trovatore. Ferrando. Cesena 29-9-1947
8. Ponchielli, La Gioconda. Alvise. Ferrara, dicembre 1947
9. Berlioz, Dannazione di Faust. Brander. Genova 1-7-1948
10. Stravinskij, Oedipus Rex. Tiresia. Milano 24-4-1948
11. Gounod, Faust. Mefistofele. Cento, settembre 1948
12. Puccini, Tabarro. Il Talpa. Barcellona, dicembre 1948
13. Respighi, La Fiamma. Vescovo. Barcellona 14-12-1948
14. Bellini, La sonnambula. Rodolfo. Il Cairo, gennaio 1949
15. Bellini, I puritani. Giorgio. Barcellona, dicembre 1949
16. Thomas, Mignon. Lotario. Il Cairo 29-12-1949
17. Verdi, La forza del destino. Padre Guardiano. Il Cario, gennaio 1950
18. Saint-Saëns, Samson et Dalila. Abimelech. Il Cario 16-2-1950
19. Massenet, Manon. Il Conte. Lucca, settembre 1950
20. Puccini, Turandot. Timur. Lucca, settembre 1950
21. Smetana, La sposa venduta. Mika. Torino 19-10-1950
22. Rossini, Guglielmo Tell. Gualtiero. Il Cairo 15-2-1951

### Ruoli da baritono
1. Verdi, La Traviata. Germont. Siena 17-1-1952
2. Verdi, Rigoletto. Rigoletto. Siena 19-7-1952
3. Verdi, Aida. Amonasro. Pescara, agosto 1952
4. Pietri, Arsa del Giglio. Schiantacatene. Portoferraio 20-9-1952
5. Ciaikovskij, Dama di Picche. Jeletzky. 26-12-1952
6. Puccini, Tabarro. Michele. Amburgo 1953
7. Donizetti, Lucia di Lammermoor. Enrico. Firenze 25-1-1953
8. Paisiello, Barbiere. Figaro. Firenze 25-3-1953
9. Strauss, Capriccio. Olivier. Genova 17-4-1953
10. Prokofjev, Guerra e Pace. Andrej. Firenze 26-5-1953
11. Verdi, Forza del Destino. Vargas. Augsburg 13-8-1953
12. Bizet, Pescatori di Perle. Zurga. Trieste 14-8-1953
13. Giordano, Andrea Chénier. Gérard. Torino 19-9-1953
14. Perosi, Passione. Cristo. Perugia 1-10-1953
15. Verdi, Trovatore. Conte. New York 25-12-1953
16. Massenet, Thais. Athanael. Trieste 10-2-1954
17. Menotti, Amahl. Melchiorre. Genova 27-3-1954
18. Ciaikovskij, Eugenio Oneghin. Oneghin. Milano 10-5-1954
19. Ciaikovskij, Mazeppa. Mazeppa. Firenze 6-6-1954
20. Puccini, La bohème. Marcello Torino 9-10-1954
21. Verdi, Don Carlo. Rodrigo. New York 28-1-1955
22. Dargomizhskij, Il convitato di pietra. Don Carlos. Perugia 24-9-1955
23. Bellini, I puritani. Riccardo. Chicago 31-10-1955
24. Ponchielli, Gioconda. Barnaba. Firenze 7-1-1956
25. Verdi, Ballo in Maschera. Renato. Milano 12-4-1956
26. Rossini, Barbiere. Figaro. Verona 21-7-1956
27. Donizetti, Favorita. Alfonso. Monterrey, ottobre 1956
28. Leoncavallo, Pagliacci. Tonio. Monterrey, ottobre 1956
29. Gounod, Faust. Valentino. Napoli 1-12-1956
30. Bizet, Carmen. Escamillo. New York 11-2-1957
31. Verdi, Ernani. Don Carlo. Firenze 14-6-1957
32. Cilea, Adriana. Michonnet. Milano 4-1-1958
33. Leoncavallo, Bohème. Rodolfo. Napoli 15-2-1958
34. Puccini, Tosca. Scarpia. Napoli 28-3-1958
35. Donizetti, Elisir d'amore. Belcore. Milano 14-4-1958
36. Bellini, Pirata. Ernesto. Milano 19-5-1958
37. Verdi, Nabucco. Nabucco. Milano 1-6-1958
38. Handel, Heracles. Lichas. Milano 29-12-1958
39. Mascagni, Cavalleria. Alfio. Verona 15-8-1960
40. Donizetti, Poliuto. Severo. Milano 7-12-1960
41. Verdi, Battaglia di Legnano. Milano 7-12-1961
42. Berlioz, Damnation de Faust. Mephistophélès. Napoli 26-12-1964
43. Verdi, Otello. Jago. Il Cairo 13-3-1965
44. Mascagni, Le Maschere. Tartaglia. Milano 1960
45. Mascagni, L'amico Fritz. Rabbino David.
46. Mascagni, Lodoletta. Franz.

## Discografia

### Incisioni in studio
| Anno | Titolo Ruolo                             | Cast                                                                 | Direttore                   | Casa                |
| ---- | ---------------------------------------- | -------------------------------------------------------------------- | --------------------------- | ------------------- |
| 1953 | Aida Amonasro                            | Mary Curtis Verna, Umberto Borsò, Oralia Domínguez                   | Franco Capuana              | Remington           |
| 1955 | La favorita Alfonso IX                   | Giulietta Simionato, Gianni Poggi, Jerome Hines                      | Alberto Erede               | Decca               |
|      | La forza del destino Don Carlo di Vargas | Renata Tebaldi, Mario Del Monaco, Cesare Siepi                       | Francesco Molinari-Pradelli | Decca               |
| 1956 | Il barbiere di Siviglia Figaro           | Alvinio Misciano, Giulietta Simionato, Cesare Siepi, Fernando Corena | Alberto Erede               | Decca               |
| 1957 | Andrea Chénier Carlo Gérard              | Renata Tebaldi. Mario Del Monaco, Fiorenza Cossotto                  | Gianandrea Gavazzeni        | Decca               |
|      | Cavalleria rusticana Alfio               | Renata Tebaldi, Jussi Björling                                       | Alberto Erede               | RCA/Decca           |
|      | La Gioconda Barnaba                      | Anita Cerquetti, Mario Del Monaco, Giulietta Simionato, Cesare Siepi | Gianandrea Gavazzeni        | Decca               |
| 1959 | La bohème Marcello                       | Carlo Bergonzi, Renata Tebaldi, Cesare Siepi, Gianna D'Angelo        | Tullio Serafin              | Decca               |
| 1959 | Lucia di Lammermoor Enrico Ashton        | Renata Scotto, Giuseppe Di Stefano, Ivo Vinco                        | Nino Sanzogno               | Ricordi             |
| 1960 | Rigoletto                                | Renata Scotto, Alfredo Kraus, Ivo Vinco, Fiorenza Cossotto           | Gianandrea Gavazzeni        | Ricordi             |
|      | Un ballo in maschera Renato              | Gianni Poggi, Antonietta Stella, Adriana Lazzarini                   | Gianandrea Gavazzeni        | Deutsche Grammophon |
| 1961 | Don Carlo Rodrigo di Posa                | Flaviano Labò, Antonietta Stella, Boris Christoff, Fiorenza Cossotto | Gabriele Santini            | Deutsche Grammophon |
| 1962 | La traviata Giorgio Germont              | Renata Scotto, Gianni Raimondi                                       | Antonino Votto              | Deutsche Grammophon |
|      | Il trovatore Conte di Luna               | Carlo Bergonzi, Antonietta Stella, Fiorenza Cossotto, Ivo Vinco      | Tullio Serafin              | Deutsche Grammophon |

### Incisioni dal vivo
(in ordine alfabetico per compositore)
- F. Cilea: Adriana Lecouvreur. Con Magda Olivero, Giulietta Simionato, Franco Corelli. - Dir. Mario Rossi. Live Napoli 1958.
- G. Donizetti: Poliuto. Con Maria Callas, Franco Corelli. - Dir. Antonino Votto. Live Scala 1960.
- C. Gounod: Faust. Con Marcella Pobbe, Gianni Poggi, Raffaele Ariè. Dir. Gabriele Santini. Andromeda Napoli Live 1956
- S. Prokofjev - Guerra e Pace. Con Franco Corelli - Maggio Musicale Fiorentino.
- G. Puccini: Il Tabarro. Con Nora De Rosa, Salvatore Puma. - Dir. Mario Cordone. Andromeda Live Amburgo 1953.
- G. Puccini: Tosca. Con Renata Tebaldi, Giuseppe di Stefano - Dir. Gianandrea Gavazzeni. Live Bruxelles 1958
- G. Verdi: Un Ballo in Maschera. Con Maria Callas, Giuseppe di Stefano. - Dir. Gianandrea Gavazzeni. Live Scala 1957.
- G. Verdi: La Battaglia di Legnano. Con Franco Corelli, Antonietta Stella. - Dir. Gianandrea Gavazzeni. Live Scala 1961.
- G. Verdi: Don Carlo. Con Anita Cerquetti, Fedora Barbieri, Angelo Loforese, Cesare Siepi. - Dir. Antonino Votto. Live Firenze1956.
- G. Verdi: Don Carlo. Con Sena Jurinac, Giulietta Simionato, Eugenio Fernandi, Cesare Siepi. - Dir. Herbert von Karajan. Live Salisburgo 1958.
- G. Verdi: Don Carlo. Con Sena Jurinac, Regina Resnik, Eugenio Fernandi, Boris Christoff. - Dir. Nello Santi. Live Salisburgo 1960.
- G. Verdi: Don Carlo. Con Margherita Roberti, Anna Maria Rota, Luigi Ottolini, Boris Christoff - Dir.  Mario Rossi. Registrazione presso gli studi RAI di Torino 1961
- G. Verdi: Don Carlo. Con Martina Arroyo, Biserka Cvejić, Bruno Prevedi, Jerome Hines - Dir. Thomas Schippers. Live Metropolitan New York 11 dicembre 1965
- G. Verdi: Ernani. Con Anita Cerquetti, Mario del Monaco, Boris Christoff. - Dir. Dimitri Mitropoulos. Live Firenze 1957.
- G. Verdi: Ernani. Con Margherita Roberti, Mario del Monaco, Nicola Rossi Lemeni. - Dir. Fernando Previtali. Live Napoli1960.
- G. Verdi: Nabucco. Con Mirella Parutto, Luigi Ottolini. - Dir. Bruno Bartoletti. Live Firenze 1961.
- G. Verdi: La Traviata. Con Maria Callas, Giuseppe di Stefano. - Dir. Carlo Maria Giulini. Live Scala 1955.
- G. Verdi: La Forza del Destino. Con Antonietta Stella, Giuseppe di Stefano, Giulietta Simionato - Dir. Dimitri Mitropoulos. Live Vienna Staatsoper 1960
- G. Verdi: Il Trovatore. Con Antonietta Stella, Carlo Bergonzi, Giulietta Simionato.- Dir. Fausto Cleva. Live Metropolitan 1960
- G. Verdi: Il Trovatore. Con Mirella Parutto, Franco Corelli, Fedora Barbieri.- Dir. Oliviero De Fabritiis. Live Berlino 1961
- G. Verdi: Il Trovatore. Con Antonietta Stella, Franco Corelli, Fiorenza Cossotto.- Dir. Gianandrea Gavazzeni. Live Scala 1962
- G. Verdi: Il Trovatore. Con Leontyne Price, Franco Corelli, Giulietta Simionato. - Dir. Herbert Von Karajan. Live Salisburgo 1962.
- G. Verdi: Il Trovatore. Con Antonietta Stella, Gastone Limarilli, Giulietta Simionato.- Dir. Oliviero De Fabritiis. Recita del 30 ottobre 1963 al Teatro Bunka Kaikan di Tokyo

## Videografia
- G. Verdi: Il Trovatore. Con Leyla Gencer, Mario del Monaco, Fedora Barbieri. - Dir. Fernando Previtali. Recitato in playback su registrazione fatta l'8 aprile 1957. Disponibile in DVD.
- G. Verdi: La Forza del Destino. Con Renata Tebaldi, Franco Corelli, Oralia Domínguez, Boris Christoff. - Dir. Francesco Molinari Pradelli. Videoripresa dalla RAI in una recita speciale a luci accese presso il Teatro San Carlo di Napoli, 15 marzo 1958. Disponibile in DVD.
- G. Verdi: Il Trovatore. Con Claudia Parada, Antonio Annaloro, Lucia Danieli - Dir. Oliviero De Fabritiis. Recita del 21 ottobre 1963 al Teatro Bunka Kaikan di Tokyo (manca il primo atto).
- Recital di Arie e canzoni, con pianoforte - Giappone, Live (Vedi video su YouTube "Cavatina di Figaro")
- Sono conosciuti inoltre una Traviata e un Trovatore Live: di quest'ultimo è possibile trovare in rete l'aria "Il balen del suo sorriso", mentre di Traviata in rete sono reperibili due estratti della serie televisiva americana Opera Cameos del 1955 (il duetto del secondo atto e "Di provenza il mare il suol").
- Al Paley Center for Media di New York è archiviata una registrazione di highlights del Rigoletto, prodotto per la Dumont Television Network da Carlo Vinti nel 1955 per la serie Opera Cameos.  L'Associazione Ettore Bastianini ha avuto la concessione esclusiva di poter mostrare al pubblico italiano tale registrazione nel corso dei vari eventi celebrativi del centenario della nascita del baritono.